# Bereziwka (rejon korosteński)
Bereziwka (ukr. Березівка, hist. pol. Berezówka) – wieś na Ukrainie, w obwodzie żytomierskim, w rejonie korosteńskim, w hromadzie Horszczyk. W 2001 liczyła 299 mieszkańców, spośród których 294 wskazało jako ojczysty język ukraiński, a 5 rosyjski.
W pobliżu znajduje się stacja kolejowa Hranitnyj, położona na linii Korosteń – Zwiahel.